# Јеврем Андоновић
Јеврем Андоновић (Јагодина, 1842 - Београд, 1910) био је српски правник, судија и политичар. Он је био секретар Министарства правде 1873. године, а касније и министар.

## Биографија
По неким подацима рођен је октобра 1842. у Ваљевској Каменици, а по неким у Јагодини. Завршио је правне науке на Лицеју у Београду, а радио је као судија у Ваљеву. Учествовао је у српско-турским ратовима као војни судија.
Припадао је Либералној странци и 1894. године постао министар правде у влади Светомира Николајевића, а касније и министар унутрашњих послова у влади Владана Ђорђевића. После Ивандањског атентата замерио се краљу Милану Обреновићу и усвојена му је оставка. 1868. се оженио Христином (1845-1901), ћерком Крсте Стојковића, полицијског чиновника из Ваљева.
Умро је у Београду као државни чиновник у пензији 24. марта 1910. године.
Његови синови били су Драгомир Андоновић (1869-1917), официр и коњички пуковник, затим Чедомир (1873 - 1910) дипломата и вицеконзул у Пешти, Александар (умро 1942) полицијски инспектор и Љубомир, за кога нема података осим да је рођен 1877. године  и уписан на надгробном споменику свог деде у Ваљеву.